# Stachytarpheta debilis
Stachytarpheta debilis là một loài thực vật có hoa trong họ Cỏ roi ngựa. Loài này được Danser miêu tả khoa học đầu tiên năm 1929.